# 焿子寮
焿子寮，原寫為焿仔寮，是新北市瑞芳區的一個地名，位於該區北部。相較於今日行政區，其範圍大致包括濂洞里西北大半部、海濱里、基山里、頌德里、福住里、崇文里、永慶里不含東南端。
知名的山城——九份聚落即位於本地區東南部。

## 歷史
台灣清治末期，焿子寮地區為一街庄，稱為「焿仔藔庄」，隸屬於基隆堡。該庄北邊臨海，東與水南洞庄、九份庄為鄰，南邊為九芎橋庄、柑仔瀨庄，西邊為深澳庄。
1901年（日治明治三十四年）11月，該庄隸屬於基隆廳，編入第三區。1905年（明治三十八年）7月，第三區改名「瑞芳區」。1920年（大正九年），該庄改制並雅化為「焿子寮」大字，隸屬於臺北州基隆郡瑞芳街。
戰後瑞芳街改制為瑞芳鎮，隸屬於臺北縣，大字亦改制為里。2010年12月，臺北縣升格為新北市，瑞芳鎮改制為瑞芳區。

## 交通
省道台2線即北部濱海公路，大致以橫向經過焿子寮地區北部海岸地帶，往西可至基隆、金山、石門、淡水等地，往東可至宜蘭縣的頭城、蘇澳等地。

## 學校
- 欽賢國中
- 九份國小

## 景點
- 九份老街
- 瑞芳蝙蝠洞